# Anglo American Racers
 Anglo American Racers  és el nom de l'empresa estatunidenca de cotxes de competició que va arribar a disputar curses a la Fórmula 1.
Anglo American Racers és més coneguda sota el nom de Eagle. Va participar en un total de 25 Grans Premis, amb un total de 34 presències de monoplaces a la graella de sortida de les curses. Va debutar al Gran Premi de Bèlgica del 1966 de la mà del pilot estatunidenc Dan Gurney, amb un meritori setè lloc final encara no va computar perquè no van córrer la distància mínima per comptabilitzar el resultat.
Van aconseguir la seva primera i única victòria al Gran Premi de Bèlgica del 1967, a més d'un podi al Gran Premi del Canadà del 1967.

## Resultats a la Fórmula 1
| Any  | Pilots                                      | 1             | 2                 | 3               | 4             | 5                 | 6                 | 7                 | 8              | 9                 | 10              | 11              | 12  | Posició | Punts |
| ---- | ------------------------------------------- | ------------- | ----------------- | --------------- | ------------- | ----------------- | ----------------- | ----------------- | -------------- | ----------------- | --------------- | --------------- | --- | ------- | ----- |
| 1966 | B.Bondurant, D.Gurney                       | MON           | BEL -/NC          | FRA -/5         | GBR -/Ret     | HOL -/Ret         | ALE -/7           | ITA Ret/Ret       | USA DSQ/Ret    | MEX Ret/5         |                 |                 |     | 7è      | 4     |
| 1967 | Ginther, Gurney, McLaren, Pease, Scarfiotti | SUD -/9/-/-/- | MON Ret/Ret/-/-/- | HOL -/Ret/-/-/- | BEL -/1/-/-/- | FRA -/Ret/Ret/-/- | GBR -/Ret/Ret/-/- | ALE -/Ret/Ret/-/- | CAN -/3/-/NC/- | ITA -/Ret/-/-/Ret | USA -/Ret/-/-/- | MEX -/Ret/-/-/- |     | 7è      | 13    |
| 1968 | D.Gurney                                    | SUD Ret       | ESP Ret           | MON Ret         | BEL           | HOL               | FRA               | GBR Ret           | ALE 9          | ITA Ret           | CAN             | USA             | MEX | -       | 0     |
| 1969 | A.Pease                                     | SUD           | ESP               | MON             | HOL           | FRA               | GBR               | ALE               | ITA            | CAN DSQ           | USA             | MEX             |     | -       | 0     |

### Resum
| Curses: | Victòries: | Pòdiums: | Poles: | Voltes ràpides: | Punts: |
| ------- | ---------- | -------- | ------ | --------------- | ------ |
| 25      | 1          | 2        | 0      | 1               | 17     |